# Orion Publishing Group
Orion Publishing Group Ltd. er et forlag i Det forenede Kongerige; forlaget ejes af Hachette Livre. I 1998 opkøbte Orion Cassell.